# Ortografía náhuatl
La ortografía náhuatl es el cuerpo de metodologías y convenciones usadas para expresar a las lenguas o variantes náhuatl en un sistema de escritura específico, y el inventario de glifos, grafemas y diacríticos empleados para ese propósito.
Históricamente el náhuatl ha sido escrito con ortografías muy distintas porque ninguna institución ha reglamentado su escritura. Esto es aún cierto para la variante clásica (náhuatl clásico), que es una lengua muerta documentada en muchas fuentes históricas y literatura, pero la escritura de los dialectos modernos del náhuatl es regulada por el Instituto Nacional de Lenguas Indígenas de México, que implementa el estándar ortográfico en las comunidades nahuas a través de la Secretaría de Educación Pública.
En México existen actualmente 364 lenguas indoamericanas (o idiomas indoamericanos). A estas lenguas también se les puede llamar “variantes” cuando se refiere a ellas como miembros de una agrupación. Una agrupación es un conjunto de lenguas de origen común, que comparten un nombre histórico, que es el mismo de la etnia de sus hablantes. Por ejemplo, el Pueblo Indígena mazateca habla en realidad 16 idiomas diferenciados: se puede decir entonces que la agrupación mazateca consta de 16 variantes.
Vulgarmente se llama “dialecto” a cualquier lengua indígena, pero esto ha degenerado en una connotación despectiva. Es por esto que, en la nueva terminología del INALI, la palabra “dialecto” fue descartada completamente, y se cambió por “variante“. Además, se reconoce que una variante es una lengua plena en pleno sentido y por su propio derecho.
Este artículo describe y compara algunos de los diferentes sistemas que han sido usados para transcribir el sistema fonológico náhuatl.

## Fonemas del Náhuatl Clásico

### Consonantes
El náhuatl clásico y la mayoría de las variantes modernas emplean las siguientes consonantes, escritas según el Alfabeto fonético internacional:
|                  | Bilabial | Alveolar | Post alveolar | Palatal | Velar | Labiovelar | Glotal |
| ---------------- | -------- | -------- | ------------- | ------- | ----- | ---------- | ------ |
| Nasal            | m        | n        |               |         |       |            |        |
| Oclusiva         | p        | t        |               |         | k     | kʷ         | ʔ      |
| Fricativa        |          | s        | ʃ             |         |       |            |        |
| Africada         |          | t͡s       | t͡ʃ            |         |       |            |        |
| Africada lateral |          | t͡ɬ       |               |         |       |            |        |
| Lateral          |          | l        |               |         |       |            |        |
| Semiconsonante   |          |          |               | j       |       | w          |        |

### Vocales
Las vocales se producen en pares cortos y largos.
|       | Anterior | Central | Posterior |
| ----- | -------- | ------- | --------- |
| Alta  | iː i     |         |           |
| Media | eː e     |         | oː o      |
| Baja  |          | aː a    |           |

## Historia ortográfica
En la época de la conquista española, la escritura azteca usaba mayormente pictogramas suplementados por unos pocos ideogramas. Cuando se necesitaba, también podía usar equivalencias silábicas; el dominico español Diego Durán registró como los tlàcuilòquê (pintores de códices) podía trazar una oración en latín usando este sistema, pero era difícil de usar. Este sistema de escritura era adecuado para mantener registro de genealogías, información astronómica, y listas de tributos, pero no podía representar un vocabulario completo de la lengua hablada de la forma en que podían los sistemas de escritura de la civilización maya o del Viejo Mundo. La escritura azteca no estaba hecha para ser leída, sino para ser contada; los elaborados códices eran esencialmente ayudas pictográficas para enseñar, y los textos largos eran memorizados.
Los españoles introdujeron el alfabeto latino, que era utilizado para registrar un gran cuerpo de prosa y poesía azteca, un hecho que de alguna manera mitigaba la pérdida devastadora de los miles de manuscritos aztecas que fueron quemados por los españoles. (Ver códices mexicas.) Trabajos léxicos importantes (p.ej. el clásico Vocabulario de 1571 de Alonso de Molina) y descripciones gramaticales (de las cuales Arte de 1645 de Horacio Carochi es generalmente reconocida como la mejor) fue producida usando variaciones de esta ortografía.
La ortografía del náhuatl no era perfecta, y de hecho había muchas variaciones en cómo se aplicaba, debido en parte a las diferencias dialectales y en parte a las diferentes tradiciones y preferencias que se desarrollaron. (La escritura del español mismo estaba lejos de ser totalmente estandarizada en esa época.) Hoy, aunque casi todo el náhuatl escrito usa alguna forma de ortografía basada en el latín, continúa habiendo fuertes diferencias dialectales, y debate considerable y diferentes prácticas en cuanto a cómo escribir sonidos incluso cuando son los mismos. Los mayores problemas incluyen:
- Si seguir al español en escribir el fonema /k/ con ‹c› (cuando le sigue a, o y u) y otras veces con ‹qu› (cuando le sigue e o i), o sólo usar ‹k›
- Cómo escribir /kʷ/
- Qué hacer con /w/, la realización del mismo varía considerablemente de lugar a lugar e incluso en una misma variante
- Cómo escribir el saltillo. El "saltillo" es el nombre que le dieron los primeros gramáticos al fonema que es fonéticamente una oclusiva glotal ([ʔ]) (particularmente en náhuatl clásico) o una [h] (en la mayoría de los dialectos contemporáneos). Este fonema no se representaba usualmente en el periodo colonial, excepto por Horacio Carochi que lo representaba con un acento agudo sobre la vocal precedente. En la actualidad, en los dialectos que pronuncian el saltillo como [h] se escribe a menudo con j, h. Algunas ortografías neo-clásicas usan la letra h para representar la oclusiva glotal del náhuatl clásico.
- Si deben representarse las vocales largas y cómo
- Si deben representarse los alófonos (variantes de los sonidos) y cómo, que se aproximan a diferentes fonemas españoles, especialmente variantes de o que se acercan a u
- Hasta qué punto escribir en una variante debería adaptarse hacia lo que se usa en otras variantes.

## Metodologías de transcripción históricas
Cuando los frailes españoles comenzaron a transcribir el náhuatl en el alfabeto latino, naturalmente, hicieron uso de las prácticas del idioma castellano como base para la escritura nahua.  Mientras que la africada postalveolar sorda /t͡ʃ/ (‹ch›), la fricativa postalveolar sorda /ʃ/ (sonido ‹sh› en inglés), y las oclusivas sordas (/p t k/) sonaban igual en español y náhuatl, el castellano carecía de la africada alveolar sorda /t͡s/, la africada alveolar lateral /t͡ɬ/, y la oclusiva glotal /ʔ/.
De ahí que el náhuatl escrito en el alfabeto latino es muy similar al español con lagunas excepciones:
- Las palabras se acentúan en la penúltima vocal (excluyendo ‹c›)
- ‹u› no ocurre como vocal independiente.
- ‹x› representa /ʃ/ (como lo hacía en español; el fonema español transcrito con ‹x› luego mutó a una fricativa velar sorda, ahora escrita con ‹j› en la mayoría de los casos, mientras que el fonema nahua transcrito con ‹x› permaneció inalterado).
- ‹ll› representa una ‹l› geminada.
- ‹tl› es /t͡ɬ/, una africada alveolar lateral sorda.  Este tipo de sonido no se halla en ninguna lengua europea, pero se halla comúnmente en lenguas indígenas norte y centroamericanas.
- ‹cu› y ‹uc› representan /kʷ/.
- ‹hu› y‹uh› representan /w/.
- ‹h› sin una ‹u› adyacente representa una oclusiva glotal.
- ‹z› representa /s/ (como en el español latinoamericano o en vasco).

En épocas poscoloniales el náhuatl no tuvo una ortografía estandarizada, y los documentos coloniales emplean ortografías bastante diferentes:
- La ‹u› y la ‹o› ambas representan /o/.
- La ‹u› sola puede reemplazar a ‹uh› o ‹hu› para representar /w/.
- La oclusiva glotal puede escribirse o no.
- El largo de las vocales puede marcarse o no.
- La ‹y› y la ‹i› pueden las dos representar /i/.
- La ‹i› o la ‹y› pueden las dos representar la consonante /j/.
- La letra ‹ç› puede reemplazar a ‹c› para representar /s/.

## La transcripción de Carochi
En el siglo XVII (y un siglo después de que el franciscano Fray Bernardino de Sahagún escribiera su Evangeliario en lengua mexicana) el gramático jesuita Horacio Carochi escribió en 1645 una gramática sobre la lengua náhuatl clásica. Para este propósito desarrolló una ortografía para el náhuatl clásico, que era excepcional en que fue la primera descripción del náhuatl que marcó consistentemente tanto el largo vocálico como la oclusiva glotal (saltillo). Su ortografía fue subsecuentemente usada en trabajos y documentos por algunos jesuitas pero no ganó amplio uso ya que decretos de Carlos II prohibieron el uso de lenguas indígenas en su imperio y más tarde la expulsión de los jesuitas de Nueva España en 1767.
Su ortografía fue refinada aún más por Michel Launey, en su gramática del náhuatl clásico. La transcripción muestra la longitud vocálica añadiendo un macrón sobre la vocal larga: ‹ā, ē, ī, ō›. También muestra el saltillo marcando la vocal precedente con un acento grave ‹à, ì, è, ò› si está en el medio de la palabra o un circunflejo si está al final ‹â, î, ê, ô,›. Algunas otras transcripciones marcan el saltillo con una ‹h› porque en el náhuatl clásico, el fonema era pronunciado como una oclusiva glotal y no era transcrito consistentemente por otros gramáticos más que Carochi.
Sin embargo, muchos dialectos modernos del náhuatl tienen /h/ como un fonema en vez del saltillo. Fuentes históricas y transcripciones por muchos investigadores modernos no usan ninguna transcripción estandarizada y generalmente no marcan para nada la longitud vocálica o el saltillo, y el lector tendrá que adivinar o saber la longitud de la vocal y la presencia del saltillo. No obstante, para dar una descripción adecuada de náhuatl clásico, es esencial marcar tanto la longitud vocálica como el saltillo.

## Ortografía contemporánea

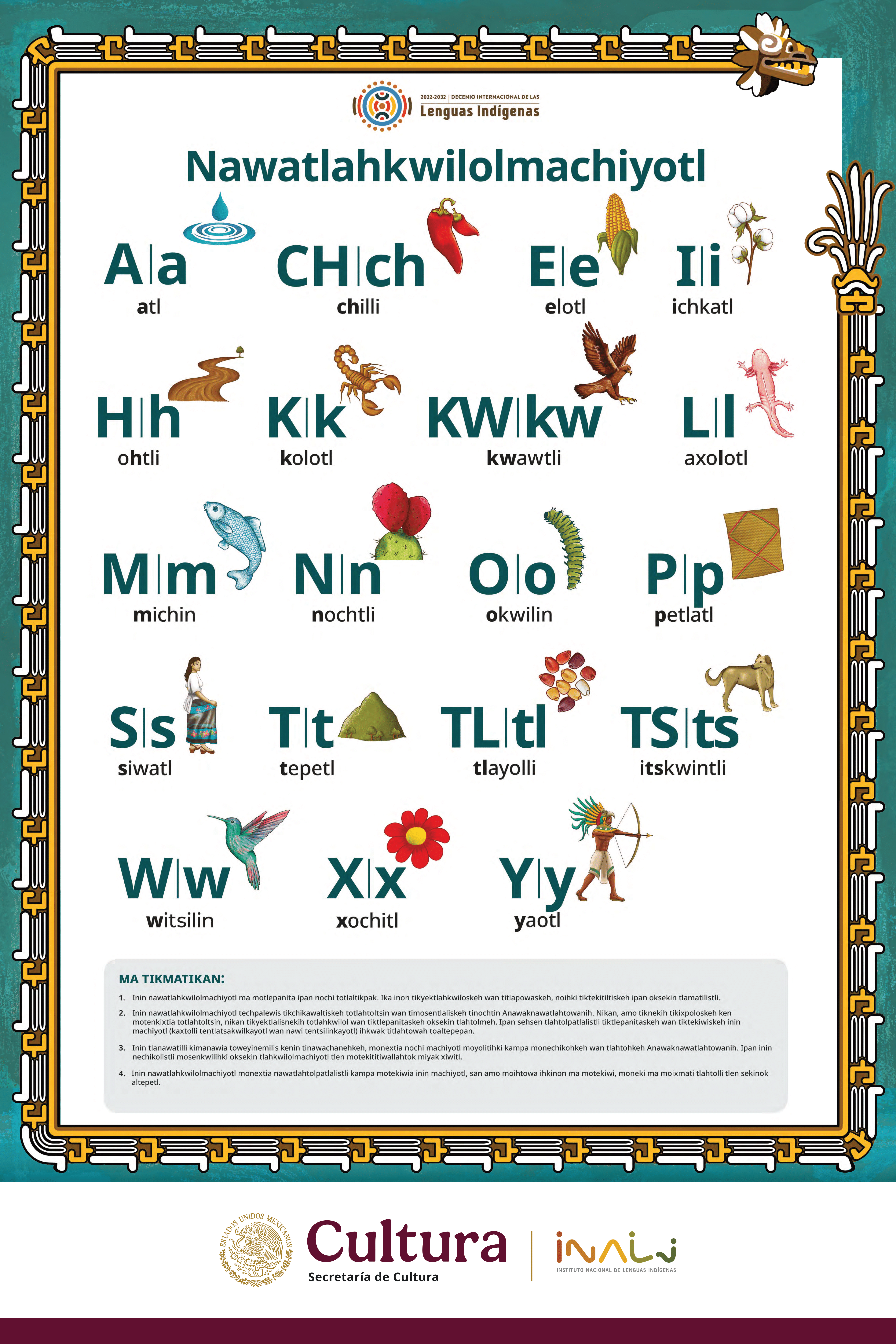
Alfabeto ilustrado de la lengua mexicana o náhuatl.

La Secretaría de Educación Pública ha adoptado un alfabeto estándar para sus programas de educación bilingüe en comunidades rurales en México y esta decisión ha tenido cierta influencia, pues es promovida por hablantes originarios de comunidades de muchos estados. El Instituto Nacional de Lenguas Indígenas (INALI) está involucrado en estos asuntos. Esta ortografía generalmente no marca la longitud de las vocales ni el saltillo (pero usa ‹h› para representar el sonido /h/ en los dialectos que tienen este sonido.) La letra ‹k› se usa para /k/ y /w/ se escribe con ‹w›.
En 2016 surgió una propuesta de un abúgida o alfasilabario que proponía una escritura más económica y acorde a los fonemas del náhuatl. La propuesta fue formulada por Eduardo (Edward) Trager, y publicada al español en un artículo, un nuevo sistema para la escritura náhuatl, en este espacio digital: http://unifont.org/nahuatl/
En 2018, pueblos nahuas de 16 estados del país comenzaron a colaborar con el INALI creando una nueva ortografía moderna llamada yankwiktlahkwilolli, ideada para ser la ortografía estandarizada del náhuatl en los próximos años. La escritura moderna tiene mucho mayor uso en las variantes modernas que en la variante clásica, pues los textos, documentos y obras literarias de la época suelen utilizar la jesuita.